# Serhij Buhaj
Serhij Iwanowycz Buhaj, ukr. Сергій Іванович Бугай, ros. Сергей Иванович Бугай, Siergiej Iwanowicz Bugaj (ur. 29 września 1972) – ukraiński piłkarz, grający na pozycji obrońcy, a wcześniej pomocnika, trener piłkarski.

## Kariera piłkarska

### Kariera klubowa
Wychowanek klubu Sudnobudiwelnyk Mikołajów, w barwach którego w 1989 roku rozpoczął karierę piłkarską. W 1991 przeszedł do Majaka Oczaków, który po uzyskaniu niepodległości Ukrainy zmienił nazwę na Artanija Oczaków. Latem 1992 powrócił do mikołajowskiej drużyny, która nazywała się najpierw Ewis Mikołajów, a potem SK Mikołajów. 17 lipca 1994 debiutował w Wyższej Lidze w meczu z Zorią Ługańsk. W mikołajowskim zespole występował przez 6 lat. W sezonie 1998/99 bronił barw Krywbasa Krzywy Róg. Latem 1999 został piłkarzem Metałurha Zaporoże, skąd był wypożyczony na pół roku do klubu SDJuSzOR-Metałurh Zaporoże w 2000 oraz do Krywbasa Krzywy Róg w 2002. W lipcu 2003 opuścił zaporoski klub, po czym został piłkarzem Nywy Winnica. Na początku 2004 powrócił do MFK Mikołajów, w którym w 2006 zakończył karierę piłkarską.

## Kariera trenerska
Jeszcze będąc piłkarzem rozpoczął pracę trenerską. W sezonie 2005/06 łączył funkcje piłkarza i asystenta trenera w MFK Mikołajów. W kwietniu 2010 ponownie objął stanowisko asystenta głównego trenera mikołajowskiego klubu.

## Sukcesy i odznaczenia

### Sukcesy klubowe
- brązowy medalista Mistrzostw Ukrainy: 1999
- mistrz Pierwszej Lihi Ukrainy: 1998
- wicemistrz Pierwszej Lihi Ukrainy: 1994

### Sukcesy indywidualne
- 2.miejsce w rankingu piłkarzy klubu MFK Mikołajów z najwięcej występami: 253 mecze.